# Locmaria-Grand-Champ
Locmaria-Grand-Champ é uma comuna francesa na região administrativa da Bretanha, no departamento Morbihan. Estende-se por uma área de 13,98 km². Em 2010 a comuna tinha 1 746 habitantes (densidade: 124,9 hab./km²).